# Suono surround 5.1

Configurazione dei diffusori più comune per 5.1; utilizzato da Dolby Digital, SDDS, DTS, THX e Pro Logic II. Ogni quadrato nero raffigura un altoparlante. L'altoparlante centrale nella riga superiore del quadrato viene utilizzato per i dialoghi. Gli altoparlanti sinistro e destro su entrambi i lati dell'altoparlante centrale vengono utilizzati per creare suoni stereo per la musica e altri effetti sonori nel film. Gli altoparlanti posteriori sinistro e destro creano l'effetto audio surround.

Il suono surround 5.1 ("cinque punto uno") è il nome comune per i sistemi audio con audio surround a sei canali. 5.1 è il layout più comunemente usato nell'home theater. Utilizza cinque canali a larghezza di banda completa e un canale di effetti a bassa frequenza (il "punto uno"). Dolby Digital, Dolby Pro Logic II, DTS, SDDS e THX sono tutti sistemi 5.1 comuni. Il 5.1 è anche il componente audio standard del suono surround della trasmissione digitale e della musica.
Tutti i sistemi 5.1 utilizzano gli stessi canali e configurazione degli altoparlanti, con un canale anteriore sinistro e destro, un canale centrale, due canali surround (sinistro e destro) e il canale degli effetti a bassa frequenza progettato per un subwoofer.

## Storia
Un prototipo di suono surround a cinque canali, poi soprannominato "suono quintafonico", fu usato nel film del 1975 Tommy.
Il 5.1 risale al 1976 quando Dolby Labs modificò l'utilizzo della traccia delle sei colonne sonore magnetiche analogiche sulle stampe su pellicola Todd-AO 70 mm. L'applicazione Dolby della codifica a matrice ottica nel 1976 (rilasciata nel film La fuga di Logan) non utilizzava split surround e quindi non era 5.1. Dolby ha utilizzato per la prima volta bordi divisi con pellicola da 70 mm, in particolare nel 1979 con Apocalypse Now. Invece dei cinque canali dello schermo e di un canale surround del formato Todd-AO, Dolby Stereo 70 mm Six Track ha fornito tre canali schermo, due canali surround passa-alto e un canale surround a bassa frequenza miscelati monofonicamente con i due canali surround.
Quando il suono digitale è stato applicato alle stampe in versione 35 mm, con Batman - Il ritorno nel 1992, è stato adottato il layout 5.1. La capacità di fornire audio 5.1 era stata una delle ragioni principali per l'utilizzo di 70 mm per proiezioni di prestigio. La fornitura di audio digitale 5.1 su 35 mm ha ridotto significativamente l'uso del costoso formato 70 mm. Il suono digitale e il formato 5.1 sono stati introdotti nel 1990 da KODAK e Optical Radiation Corporation, con le uscite di Giorni di tuono e The Doors che utilizzano il formato CDS (Cinema Digital Sound).
Il surround digitale 5.1, nelle forme di Dolby Digital AC3 e DTS, ha iniziato ad apparire in diverse versioni Laserdisc della metà degli anni '90, tra cui il primo è Sotto il segno del pericolo e Jurassic Park (quest'ultimo con entrambe le versioni AC3 e DTS). Molte versioni di DVD hanno tracce Dolby Digital fino a 5.1 canali, grazie all'implementazione di Dolby Digital nello sviluppo del formato DVD. Inoltre, alcuni DVD hanno tracce DTS con la maggior parte dei mix di canali 5.1 (alcune versioni, tuttavia, hanno tracce "matrixed" 6.1). Il Blu-ray e il cinema digitale hanno entrambi una capacità di otto canali che può essere utilizzata per fornire audio surround 5.1 o 7.1. Il suono surround 7.1 è un'estensione del 5.1 che utilizza quattro zone surround: due ai lati e due sul retro.
Un sistema di audio surround digitale 5.1 è stato utilizzato anche nel 1987 al cabaret parigino Moulin Rouge, creato dall'ingegnere francese Dominique Bertrand. Per realizzare un tale sistema nel 1985 è stata progettata una consolle di missaggio dedicata in collaborazione con logica a stato solido, basata sulla loro serie 5000, e relatori dedicati in collaborazione con APG. La console includeva canali ABCDEF. Rispettivamente: A sinistra, B destra, C centro, D sinistra posteriore, E destra posteriore, F basso. Lo stesso ingegnere aveva già sviluppato un sistema 3.1 simile nel 1973, da utilizzare al vertice internazionale ufficiale degli Stati francofoni a Dakar.

## Applicazione

### Ordine dei canali
L'ordine dei canali in un file 5.1 è diverso tra i formati di file. L'ordine nei file WAV è (non completo) Anteriore sinistro, Anteriore destro, Centro, Effetti a bassa frequenza, Surround sinistro, Surround destro.

### Musica

Configurazione consigliata per l'ascolto di musica 5.1.

Per quanto riguarda la musica, l'obiettivo principale del suono surround 5.1 è una corretta localizzazione ed equità di tutte le sorgenti acustiche per un pubblico posizionato centrato. Pertanto, idealmente dovrebbero essere usati cinque altoparlanti abbinati.
Per la riproduzione di raccomandazioni musicali 5.1 della International Telecommunication Union (ITU) sono state rilasciate e proporre la seguente configurazione (ITU-R BS 775):
- cinque altoparlanti della stessa dimensione per frontale, centrale e surround
- distanza identica dagli ascoltatori per tutti e cinque i relatori
- regolazione dell'angolo rispetto alla direzione di visione del pubblico: centro 0 °, anteriore ± 22,5 ° per film ± 30 ° per musica, surround ± 110 °

### Spettacoli e concerti musicali
Nei supporti (DVD, BluRay, e altri) contenenti un concerto live o uno spettacolo musicale spesso si ha una codifica multicanale. In particolare molti di essi hanno al loro interno la codifica DTS o DTS- HD Master Audio dove alcuni strumenti, voci, cori o applausi si percepiscono da più parti. Inoltre, grazie ad un canale discreto dedicato alla riproduzione di basse frequenze (destinato al subwoofer) il suono del basso viene enfatizzato e reso più coinvolgente per l'ascoltatore.